# Robert Hite
Robert J. Hite II (Cincinnati, 12 gennaio 1984) è un ex cestista statunitense, professionista nella NBA e in Europa.
È alto 1,90 m e giocava nel ruolo di guardia.